# Colonial-Revival-Architektur

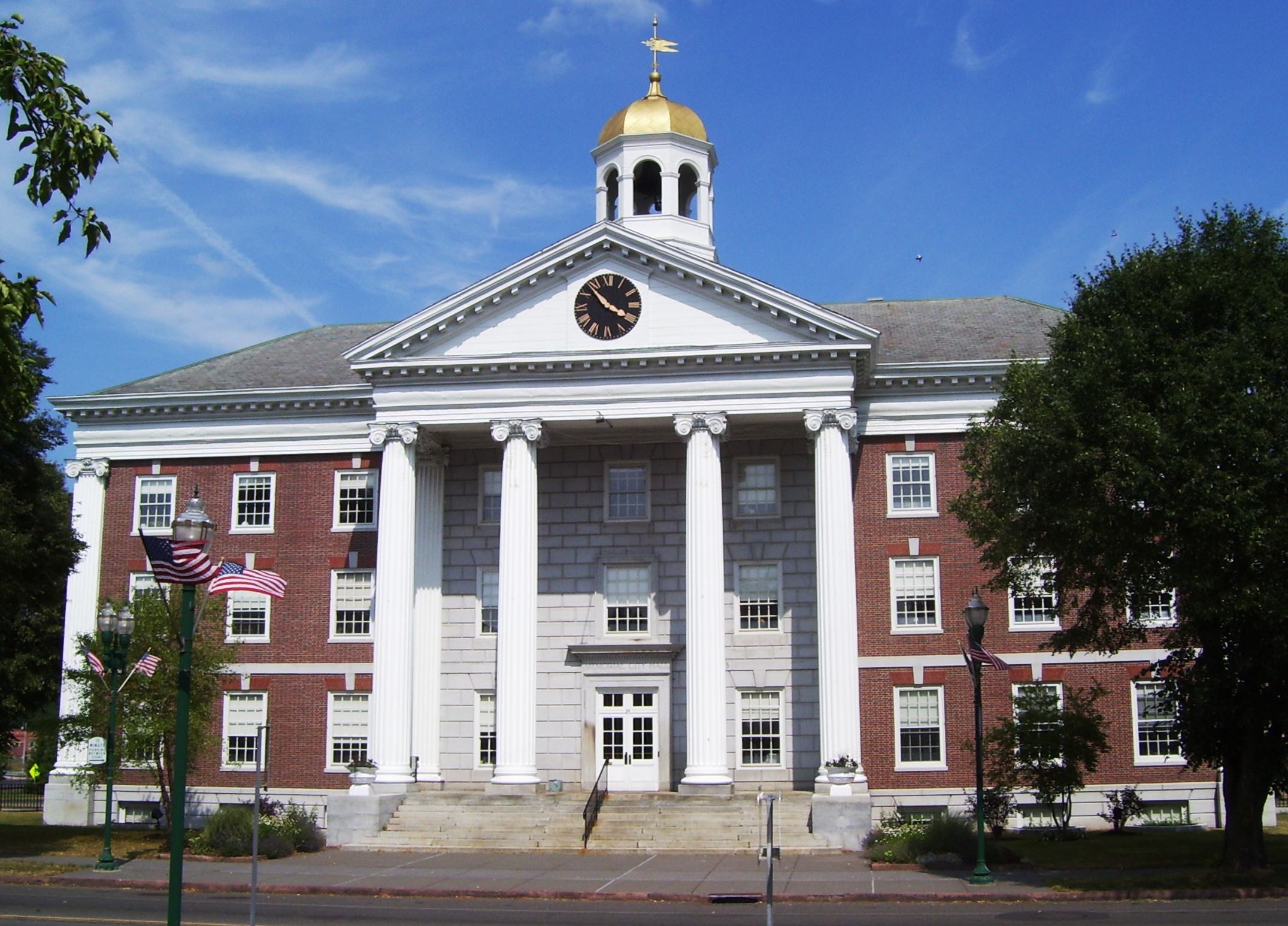
Die von 1929 bis 1930 im Stil des Colonial Revival errichtete Memorial City Hall in Auburn

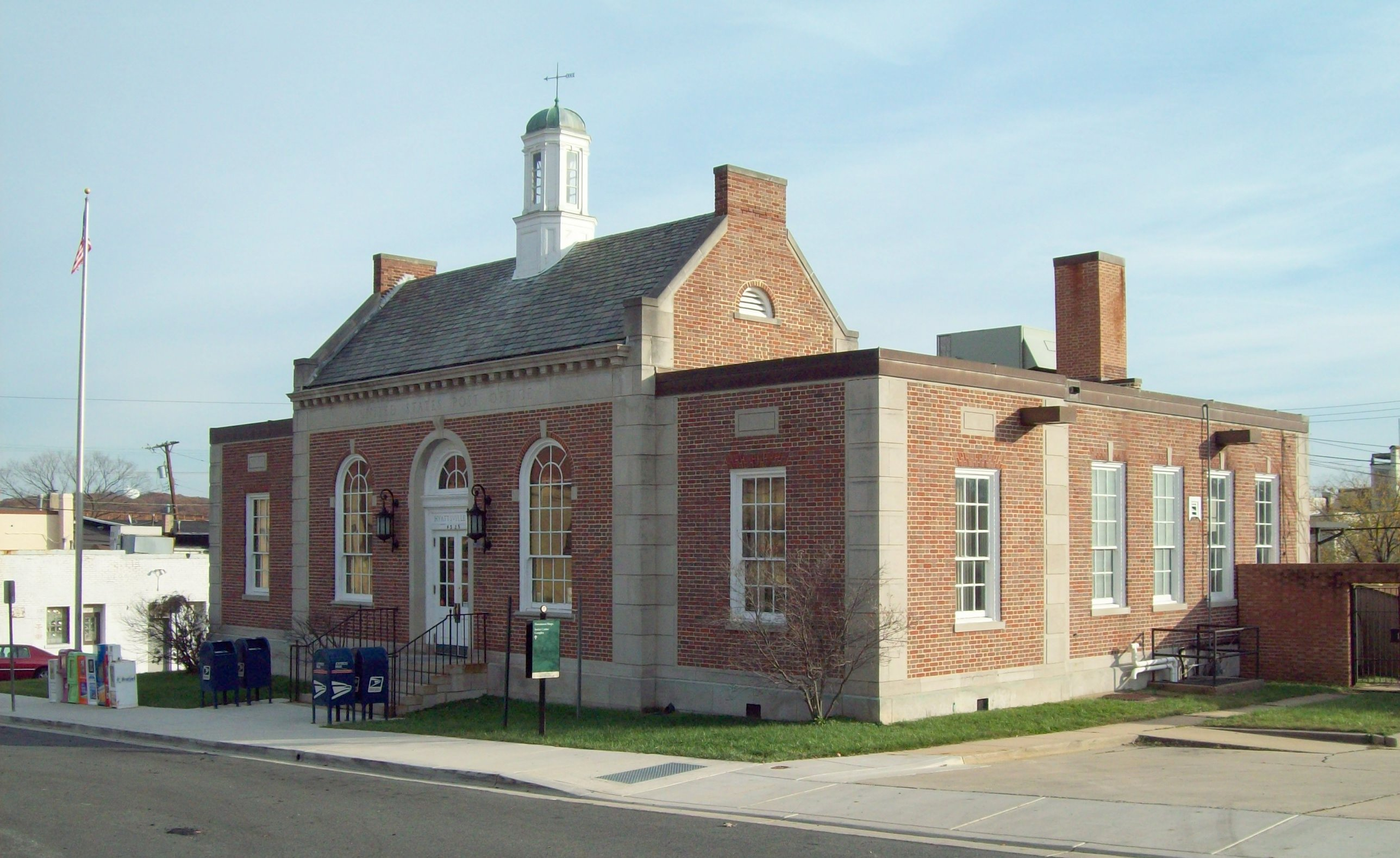
Das Postamt in Hyattsville, Maryland

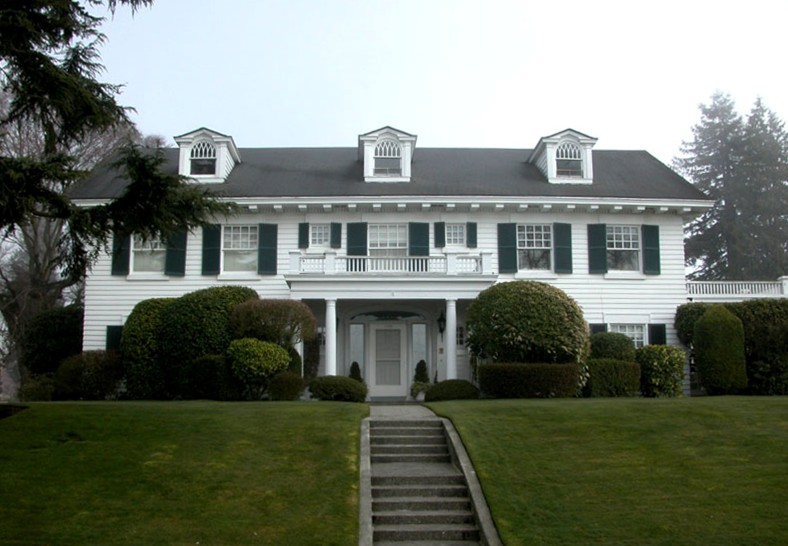
Wohnhaus von Henry M. Jackson in Everett, Washington

Als Colonial-Revival-Architektur (im Englischen auch Neocolonial, Georgian Revival oder Neo-Georgian) wird eine nationalistische Designbewegung in den Vereinigten Staaten bezeichnet. Als Teil der Colonial-Revival-Bewegung griff die so bezeichnete Architektur Stilelemente im Bereich der Gebäude- und Innenarchitektur sowie der Gartengestaltung aus der nordamerikanischen Kolonialzeit auf, in der Gebäude im georgianischen oder neoklassizistischen Stil (auch Federal Style) errichtet worden waren.
Mit der Centennial Exhibition 1876 wurden die US-Amerikaner an ihre koloniale Vergangenheit erinnert. In den 1890er Jahren erhielt die Bewegung weiteren Auftrieb und wurde im Zuge der Verbreitung des Automobils zu Beginn des 20. Jahrhunderts noch einmal verstärkt, da es ab diesem Zeitpunkt für die breite Masse möglich war, historische Stätten schnell und komfortabel zu erreichen.

## Geschichte

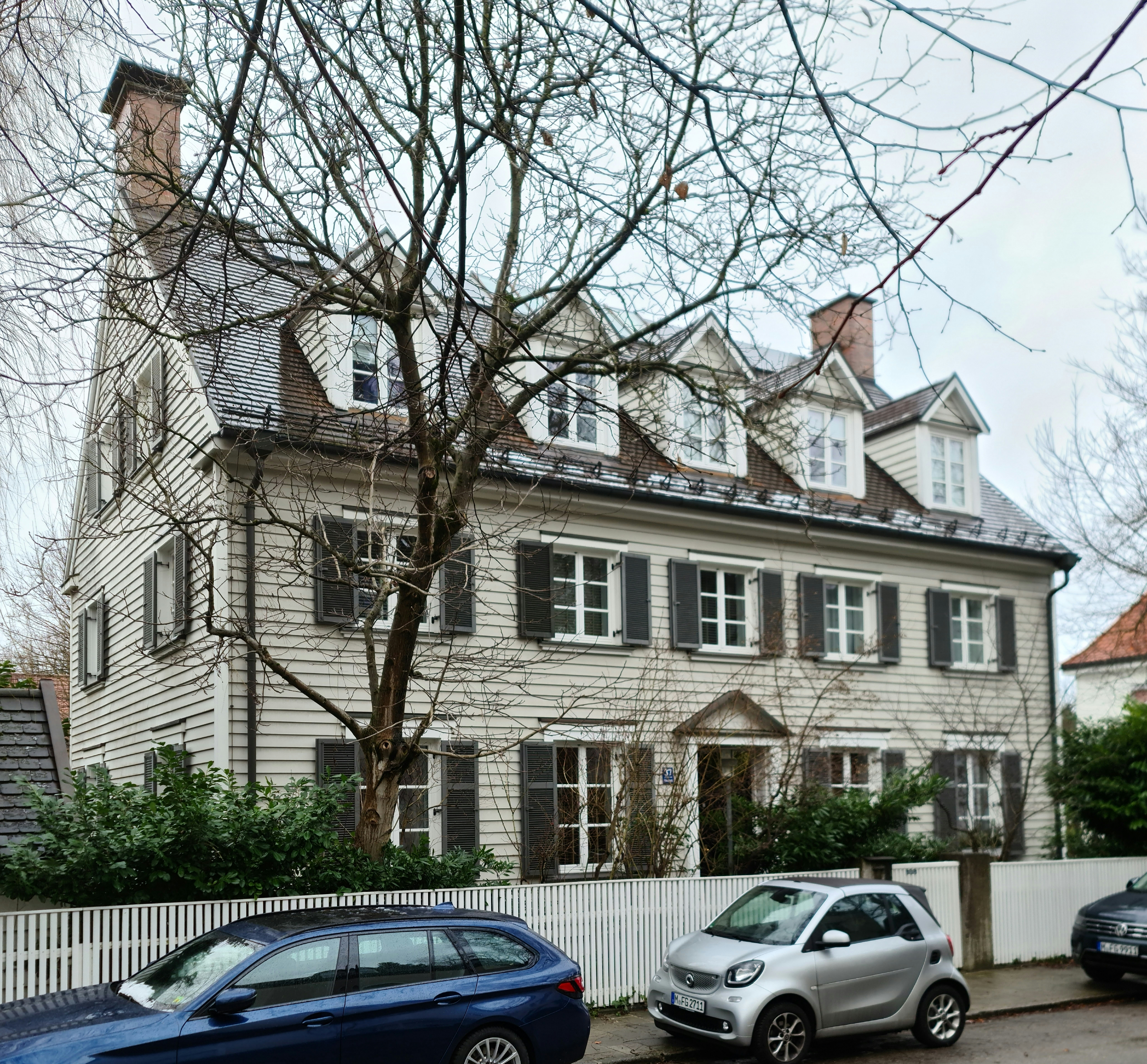
Mehrfamilienhaus im Colonial-Revival-Stil in München-Biederstein (einem Ortsteil von Schwabing)

Seit 1876 gab es in den Vereinigten Staaten mehrere Phasen, in denen britische Kolonialarchitektur erfolgreich wiederbelebt wurde. Diese Ansätze, die zu Beginn des 20. Jahrhunderts großes öffentliches Interesse fanden, werden heute unter dem Begriff Colonial Revival zusammengefasst. Der Landschaftsfotograf Wallace Nutting trug mit seinen atmosphärischen Bildern aus Neuengland wesentlich zur wachsenden Beliebtheit dieses Architekturstils bei. Historische Attraktionen wie der Williamsburg Historic District in Williamsburg, Virginia sorgten ebenfalls für eine große Bekanntheit der Bewegung. Nach dem Zweiten Weltkrieg verschmolzen die Elemente des Colonial Revival mit den zu dieser Zeit beliebten Designs des Ranch-style House.
In den letzten Jahrzehnten wurden auch in Deutschland einige Vertreterbauten dieses Stils errichtet, in München besteht neben dem abgebildeten Haus in Schwabing noch eine Villa im Bogenhausener Stadtviertel Herzogspark.